# Hội Phản đế Đồng minh
Hội Phản đế Đồng minh là hình thức Mặt trận đầu tiên do Đảng Cộng sản Đông Dương thành lập năm 1930.

## Hoàn cảnh lịch sử
Chỉ thị về thành lập Hội Phản đế đồng minh thể hiện sự phát triển nhận thức của Đảng Cộng sản Đông Dương từ chỗ chỉ nhấn mạnh vấn đề đoàn kết giai cấp đến chỗ thấy được tầm quan trọng của vấn đề đại đoàn kết dân tộc trong cách mạng giải phóng dân tộc.
Cao trào cách mạng 1930-1931 và Xô Viết Nghệ - Tĩnh đã có tác động mạnh, làm phân hóa các giai cấp và tầng lớp trên. Nhưng vì chưa quán triệt đường lối chiến lược và sách lược của Đảng, cho nên phong trào chưa thu hút được những người có tinh thần phản đế vào một mặt trận dân tộc rộng rãi chống đế quốc. Trước tình hình ấy, ngày 18- 11-1930, Ban Thường vụ Trung ương Đảng ra Chỉ thị thành lập Hội Phản đế đồng minh gửi cho các cấp ủy Đảng và toàn thể đảng viên.

## Nhiệm vụ
Nhiệm vụ chống đế quốc và chống phong kiến phải kết hợp chặt chẽ với nhau, công nhân và nông dân là hai động lực chính của cách mạng, công nhân phải liên minh chặt chẽ với nông dân.
"Chỉ thị về vấn đề thành lập Hội Phản đế Đồng minh đã nêu rõ hai động lực chính, căn bản cho sự bố trí hàng ngũ cách mạng, đó là giai cấp công nhân đồng minh với giai cấp nông dân. Giai cấp vô sản lãnh đạo cuộc cách mạng tư sản dân quyền ở Đông Dương mà không tổ chức được toàn dân lại thành một lực lượng thật rộng, thật kín thì cuộc cách mạng cũng khó thành công."